# U-576
| U-576                      | U-576                                                          | U-576                                                          |
| -------------------------- | -------------------------------------------------------------- | -------------------------------------------------------------- |
|                            |                                                                |                                                                |
|                            |                                                                |                                                                |
|                            |                                                                |                                                                |
| Під прапором               | Третій рейх                                                    | Третій рейх                                                    |
| Спуск на воду              | 30 квітня 1941 року                                            | 30 квітня 1941 року                                            |
| Виведений зі складу флоту  | 15 липня 1942 року                                             | 15 липня 1942 року                                             |
| Сучасний статус            | затоплений                                                     | затоплений                                                     |
| Проєкт                     |                                                                |                                                                |
| Тип ПЧ                     | Торпедний ДПЧ                                                  | Торпедний ДПЧ                                                  |
| Основні характеристики     |                                                                |                                                                |
| Швидкість (надводна)       | 17,7 вузлів                                                    | 17,7 вузлів                                                    |
| Швидкість (підводна)       | 7,6 вузлів                                                     | 7,6 вузлів                                                     |
| Робоча глибина занурення   | 100 м                                                          | 100 м                                                          |
| Гранична глибина занурення | 220 м                                                          | 220 м                                                          |
| Екіпаж                     | 44 осіб                                                        | 44 осіб                                                        |
| Розміри                    |                                                                |                                                                |
| Довжина найбільша (по КВЛ) | 67,1 м                                                         | 67,1 м                                                         |
| Ширина корпусу найб.       | 6,2 м                                                          | 6,2 м                                                          |
| Висота                     | 9,6 м                                                          | 9,6 м                                                          |
| Середня осадка (по КВЛ)    | 4,70 м                                                         | 4,70 м                                                         |
| Водотоннажність надводна   | 769 т                                                          | 769 т                                                          |
| Озброєння                  |                                                                |                                                                |
| Артилерія                  | одна палубна гармата калібру 88-мм, одна 20-мм зенітна гармата | одна палубна гармата калібру 88-мм, одна 20-мм зенітна гармата |
| Торпедно- мінне озброєння  | 4 носових і один кормовий ТА. 14 торпед або 26 мін             | 4 носових і один кормовий ТА. 14 торпед або 26 мін             |

U-576 — німецький підводний човен типу VIIC, часів Другої світової війни.
Замовлення на будівництво човна було віддане 8 січня 1940 року. Човен був закладений на верфі суднобудівної компанії «Blohm + Voss» у Гамбурзі 1 серпня 1940 року під будівельним номером 552, спущений на воду 30 квітня 1941 року, 26 червня 1941 року увійшов до складу 7-ї флотилії. Єдиним командиром човна був капітан-лейтенант Ганс-Дітер Гайніке.
Човен зробив 5 бойових походів, в яких потопив 4 (загальна водотоннажність 15 450 брт) та пошкодив 2 судна (загальна водотоннажність 19 457 брт).
Потоплений 15 липня 1942 року в Північній Атлантиці біля мису Гаттерас (34°51′ пн. ш. 75°22′ зх. д. / 34.850° пн. ш. 75.367° зх. д.) глибинними бомбами двох американських гідролітаків «Кінгфішер» і артилерією американського судна Unicoi. Всі 45 членів екіпажу загинули.

## Потоплені та пошкоджені кораблі[3]
| Назва            | Тип                | Належність      | Дата           | Тоннаж (БРТ) | Вантаж                                               | Статус     | Місце                                                       |
| Empire Spring    | броньоване судно   | Велика Британія | 14 лютого 1942 | 6 946        | Баласт                                               | потоплено  | 43°27′ пн. ш. 58°55′ зх. д. / 43.450° пн. ш. 58.917° зх. д. |
| Pipestone County | суховантажне судно | США             | 21 квітня 1942 | 5 102        | 4 970 т бокситів                                     | потоплено  | 37°43′ пн. ш. 66°16′ зх. д. / 37.717° пн. ш. 66.267° зх. д. |
| Taborfjell       | суховантажне судно | Норвегія        | 30 квітня 1942 | 1 339        | 2 200 т нерафінованого цукру та 70 т хромової руди   | потоплено  | 41°52′ пн. ш. 67°43′ зх. д. / 41.867° пн. ш. 67.717° зх. д. |
| Bluefields       | суховантажне судно | Нікарагуа       | 15 липня 1942  | 2 063        | два автомобілі, радіо, порожні мішки, карбід та олія | потоплено  | 34°46′ пн. ш. 75°22′ зх. д. / 34.767° пн. ш. 75.367° зх. д. |
| Chilore          | суховантажне судно | США             | 15 липня 1942  | 8 310        | сухий вантаж та водний баласт                        | пошкоджено | 34°47′ пн. ш. 75°22′ зх. д. / 34.783° пн. ш. 75.367° зх. д. |
| J.A. Mowinckel   | танкер             | Панама          | 15 липня 1942  | 11 147       | 6 000 т свіжої води та трохи сухого вантажу          | пошкоджено | 33°44′ пн. ш. 75°19′ зх. д. / 33.733° пн. ш. 75.317° зх. д. |